# کلیدگذاری تغییر دامنه و فاز

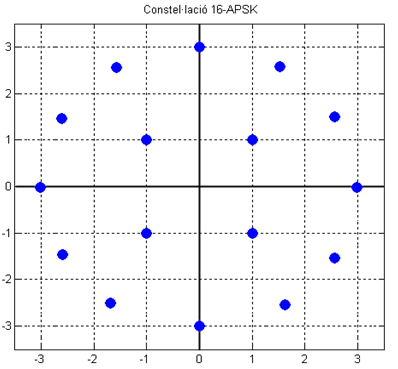
نمودار صورت فلکی اصلاح‌شده 16-APSK. به طور معمول 16-APSK دارای افست فاز ۱۵ درجه در حلقه بیرونی است که در اینجا به تصویر کشیده‌نشده است. نمادها را می‌توان به راحتی از یکدیگر متمایز نمود و علاوه بر این، تغییر فضای بین حلقه‌ها راهی برای مقابله با اعوجاج انتقال است.

کلیدزنی تغییر دامنه و فاز (به انگلیسی: Amplitude and phase-shift keying) یا کلیدزنی تغییر فاز نامتقارن (به انگلیسی: asymmetric phase-shift keying) که به صورت مخفف APSK نامیده می‌شود یک روش مدولاسیون دیجیتال است که داده‌ها را هم با تغییر دامنه و هم فاز یک سیگنال حامل ارسال می‌کند. در واقع این مدولاسیون هم از ASK و هم از PSK برای بالا بردن نرخ ارسال دیتا استفاده می‌کند. همچنین می‌توان آنرا نوعی برتر از QAM دانست. در حال حاضر از APSK برای ارسال برنامه‌های تلویزیون ماهواره‌ای نیز استفاده می‌شود.